# Fara (Wein)
Fara ist ein trockener Rotwein aus der norditalienischen Region Piemont, der 1969 eine „kontrollierte Herkunftsbezeichnung“ (Denominazione di origine controllata – DOC) erhielt, die zuletzt am 7. März 2014 aktualisiert wurde. Namensgebend ist die Gemeinde Fara Novarese in der Provinz Novara.

## Anbau

Die Region Piemont und ihre Provinzen

Das Produktionsgebiet gehört zu einem historisch bedeutenden Weingebiet, das sich an den letzten Ausläufern der Alpen zu beiden Seiten des Flusses Sesia in den Provinzen Vercelli und Novara befindet. Hier befinden sich zehn DOP Weinzonen, vertreten durch das Schutzkonsortium „Consorzio Tutela Nebbioli – Alto Piemonte“: Gattinara DOCG, Ghemme DOCG, Boca DOC, Bramaterra DOC, Colline Novaresi DOC, Coste della Sesia, Fara DOC, Lessona DOC, Sizzano DOC, Valli Ossolane DOC. Die prägende Rebsorte für die Weine dieser Gebiete ist der Nebbiolo, die regional auch „Spanna“ genannt wird.
Die Anbauzone befindet sich auf dem Gebiet der Kommunen Fara Novarese und Briona.
Die DOC Fara gehört zu den kleinsten Anbaugebieten Italiens.

## Erzeugung
Der Wein wird zum größten Teil aus der Rebsorte Nebbiolo (50–70 %) mit den möglichen Verschnittpartnern Vespolina und/oder Uva Rara die einzeln oder zusammen einen Anteil von (30–50 %) betragen können. Andere Rotwein-Rebsorten dürfen bis zu (10 %) enthalten sein. Die vorgeschriebene Reifungsdauer für den Fara DOC beträgt 22 Monate (davon 12 im Holzfass), mit dem Zusatz „Riserva“ 34 Monate (von diesen 20 im Holzfass).

## Beschreibung
Laut Denomination (Auszug):
- Farbe: granatrot, mit orangeroten Tönen bei Alterung
- Geruch: charakteristischer Duft, erinnert an Veilchen, fein und intensiv
- Geschmack: trocken, angenehm tanninhaltig, mit charakteristischem Geschmack und lang anhaltendem Nachgeschmack
- Alkoholgehalt: mindestens 12 %, „Riserva“ mindestens 12,5 %
- Gesamtsäure: mindestens 4,5 g/l, „Riserva“ mindestens 5 g/l
- Trockenextraktgehalt: mindestens 20 g/l, „Riserva“ mindestens 21 g/l